# Introducció als principis de la moral i la legislació
Introducció als principis de la moral i la legislació, originalment i en anglès An Introduction to the Principles of Morals and Legislation és un llibre del filòsof i teòric jurídic anglès Jeremy Bentham, imprès originalment el 1780 i publicat per primera vegada el 1789. És considerat el treball teòric més important de Bentham, on desenvolupa la seva teoria de l'utilitarisme i és el primer llibre destacat sobre el tema.

## Temàtica
Bentham va ser el primer gran filòsof a desenvolupar i defensar una teoria utilitària de l'ètica. Com John Stuart Mill, a qui va influir molt, Bentham creia que la felicitat o el plaer és l'únic que és bo per si mateix. Creia que els humans, per naturalesa, estan motivats exclusivament pel desig de plaer (una visió coneguda com a hedonisme psicològic), i que èticament haurien de buscar maximitzar el plaer (una visió coneguda com a "hedonisme ètic"). A The Principles of Morals and Legislation, Bentham pretén determinar com seria un sistema de lleis si es construís sobre una base purament utilitària. Amb aquesta finalitat, Bentham ofereix anàlisis minucioses dels diferents tipus de plaers i dolors, les fonts de plaers i dolors, com s'han de mesurar els plaers i els dolors, els components moralment i legalment rellevants de les accions humanes, les conseqüències negatives dels actes nocius, els tipus. de comportaments "incompatibles" per al càstig, i les diferents classes d'infraccions.
A l'obra, Bentham assevera contra la negació dels drets de les dones en molts països al·legant que són ments inferiors i ho desmunta relatant diversos exemples de dones regents.
A l'obra també parla de relacions internacionals, i és considerat un dels primers en fer servir el terme dret internacional, per diferenciar-ho del dret de les nacions, o del dret natural, que critica fortament.